# رچیتسا
رچیتسا (به لاتین: Rechytsa) یک منطقهٔ مسکونی در بلاروس است که در منطقه گومل واقع شده‌است. رچیتسا ۲۹٫۴ کیلومتر مربع مساحت و ۶۶٬۴۰۰ نفر جمعیت دارد و ۱۲۸ متر بالاتر از سطح دریا واقع شده‌است.